# سبنسر مور
سبنسر مور هو لاعب كرة القدم الكندية كندي، ولد في 25 يوليو 1990 في هاميلتون في كندا.